# Dąbrówka Wielka (Łódź)
Pour les articles homonymes, voir Dąbrówka Wielka.
Dąbrówka Wielka est une localité polonaise de la gmina et du powiat de Zgierz en voïvodie de Łódź.